# 云豹娱乐
云豹娱乐是日本电子游戏本地化及发行公司，由索尼互动娱乐前中文本地化职员陈云云于2019年创立，主要负责从事日本游戏中文本地化与发行。
云豹娱乐创立于2019年，总部位于日本东京都。创始人陈云云曾担任索尼互动娱乐台湾中文化中心负责人，从事日文游戏中文本地化工作20余年。她希望作为第三方跨平台推动作品，“扮演连接日本与海外市场的角色”，而成立了云豹娱乐。公司名中的云豹是台湾分布的濒危物种，是喜欢单独活动夜行动物；陈云云从它的习性上找到了自己的影子，且云豹和陈的名字相近。

## 作品
中文本地化作品：
- 伊蘇IX -怪人之夜-（PlayStation 4、Microsoft Windows、任天堂Switch）[4]
- 伊蘇 塞爾塞塔的樹海：改（PlayStation 4）[5]
- 英雄傳說 零之軌跡：改（PlayStation 4、任天堂Switch、Microsoft Windows）
- 英雄傳說 碧之軌跡：改（PlayStation 4、任天堂Switch、Microsoft Windows）
- 方根膠捲（PlayStation 4、任天堂Switch）
- 英雄傳說 創之軌跡（PlayStation 4、Microsoft Windows、任天堂Switch）
- 美俏女劍士 起源（PlayStation 4）
- 魔女之泉3 Re:Fine　―玩偶小魔女艾露迪的故事―（任天堂Switch）
- 坦克戰記 異傳：重生（PlayStation 4、任天堂Switch）
- 童話森林（PlayStation 4、任天堂Switch、Microsoft Windows）
- 英雄傳說 閃之軌跡I：改 -Thors Military Academy 1204-（Microsoft Windows、任天堂Switch）
- 英雄傳說 閃之軌跡II：改 -The Erebonian Civil War-（Microsoft Windows、任天堂Switch）
- 搖曳露營△ VIRTUAL CAMP ～本栖湖篇～（PlayStation 4、任天堂Switch）
- 英雄傳說 閃之軌跡III（Microsoft Windows、任天堂Switch）
- 搖曳露營△ VIRTUAL CAMP ～山麓露營場篇～（PlayStation 4、任天堂Switch）
- 秋叶脱物语: Hellbound & Debriefed（PlayStation 4、任天堂Switch）
- 圆滚地球变四方?! 数码方块地球防卫军（PlayStation 4、任天堂Switch）
- 鐵翼少女（PlayStation 4、任天堂Switch、Microsoft Windows）
- 卡里古拉2（PlayStation 4、任天堂Switch）
- 罪恶王权（PlayStation 4、PlayStation 5、任天堂Switch）
- 那由多之轨迹：改（PlayStation 4、Microsoft Windows）
- 魔眼凝望EXTRA（PlayStation 4、任天堂Switch、Microsoft Windows）
- 英雄传说 闪之轨迹IV -THE END OF SAGA-（任天堂Switch、Microsoft Windows）
- 英雄传说 黎之轨迹（PlayStation 4）
- 傳繼者（PlayStation 4、PlayStation 5）
- 劍與魔法與學園任務（PlayStation 4、任天堂Switch）
- 神技盜來（PlayStation 4、任天堂Switch）
- SAMURAI MAIDEN -武士少女-（PlayStation 4、PlayStation 5、任天堂Switch）
- 秋葉脫物語2 導演剪輯版（任天堂Switch）
- 英雄傳說 黎之軌跡II -緋紅原罪-（PlayStation 4、PlayStation 5）